# Leontina Văduva
Leontina Văduva (auch als Liliana Ciobanu bekannt), (* 29. November 1960 in Roșiile, Kreis Vâlcea) ist eine rumänisch-französische Opernsängerin (Sopran).

## Leben
Leontina Văduva wurde unter dem Namen Leontina Tănasie als Tochter der rumänischen Folkloresängerin Maria Ciobanu geboren. Sie trägt den Namen ihrer Patentante, wurde von der Mutter aber stets Liliana genannt. Ihren richtigen Namen hat sie erst beim Schuleintritt erfahren.
Leontina hat zwei jüngere Geschwister mütterlicherseits: Camelia und Ionuț Dolănescu sowie vier Halbgeschwister väterlicherseits.
Sie trat gemeinsam mit ihrer Mutter in zahlreichen Fernsehsendungen auf und schloss ihr Studium am Konservatorium für Musik in Bukarest ab, bevor sie Rumänien 1984 verließ. 1985 gewann sie den ersten Preis für Gesang der Stadt Toulouse und debütierte im gleichen Jahr am Théâtre du Capitole mit der Rolle der Manon in der gleichnamigen Oper von Jules Massenet unter der Leitung von Michel Plasson.
Manon wurde ihre Paraderolle, mit der sie große Erfolge in Paris, Wien und Tokio feierte. Mit dem französischen Repertoire gastierte sie in ganz Europa. Mit dem italienischen Repertoire feierte sie weitere Erfolge. Ihre Darbietung der Mimi in La Bohème brachte sie auf die Bühnen der Metropolitan Opera in New York City. Mit Susanna in Figaros Hochzeit sang sie in Toulouse und erntete große Anerkennung.

## Auszeichnungen
- 1987 Erster Preis beim Internationalen Gesangswettbewerb von Toulouse
- 1989 Music Award der Royal Philharmonic Society (RPS), London[2]
- Laurence Olivier Preis
- Trägerin des Chevalier de l’Ordre des Arts et des Lettres